# Hypselognathus
Hypselognathus is een geslacht van straalvinnige vissen uit de familie van zeenaalden en zeepaardjes (Syngnathidae).

## Soorten
- Hypselognathus horridus Dawson & Glover, 1982
- Hypselognathus rostratus (Waite & Hale, 1921)